# Jean-Baptiste Colonna d'Istria
Pour les autres membres de la famille, voir Famille Colonna d'Istria.
Jean-Baptiste Colonna d'Istria, né le 3 septembre 1758 à Bicchisano et mort le 2 mai 1835 à Rome, est un prélat français, évêque de Nice de 1802 à 1833.

## Biographie
Jean-Baptiste Colonna d'Istria naît le 3 septembre 1758, Bicchisano. Il est le fils de François-Marie Colonna et de Laure de Fiorelli. Sa famille est de noblesse ancienne.
Entré en 1779 au séminaire d'Aix-en-Provence, il est ordonné prêtre puis reçu docteur en théologie en 1785. Il prête le serment constitutionnel en Corse mais passe presque toute l'époque de la Révolution à Rome.
Le 13 avril 1802, Napoléon le nomme évêque de Nice. Comme pour l'autre corse promu, Sébastiani nommé à Ajaccio, cette nomination est un véritable fait du prince, imposé par Napoléon en dehors de l'administration des cultes. Colonna d'Istria est ainsi un des rares assermentés promus évêques en 1802.
Colonna d'Istria arrive en juillet 1802, à Nice. Il réorganise son diocèse en reconstituant le chapitre cathédral en 1803, en refondant la carte des paroisses la même année et en rouvrant le grand séminaire en 1805. 
Il acquiert la réputation d'un prélat charitable et organise des tournées de visite de son diocèse.
Il est d'abord loyal envers Napoléon, publiant le catéchisme impérial dans son diocèse en 1807, mais est partagé, à partir de 1809, entre cette loyauté et sa fidélité au pape. Il accueille Pie VII en grande pompe à Nice en 1814.
Alors que Nice retourne en 1815 au Piémont-Sardaigne, Colonna d'Istria se montre également loyal envers la maison de Savoie. Pour récompenser cette fidélité, le roi de Piémont-Sardaigne le nomme en 1830 abbé commendataire des saints Aventure, Sauveur et Octave et le fait chevalier de l'ordre des Saints-Maurice-et-Lazare.
Malade, il démissionne le 29 juillet 1833 et se retire à Rome où il meurt le 2 mai 1835.